# Мир Дикого Запада (2-й сезон)
Второй сезон американского научно-фантастического вестерн-сериала «Мир Дикого Запада» (подзаголовок «Дверь»), премьера которого состоялась на канале HBO 22 апреля 2018 года, а завершился сезон 24 июня 2018 года. Он состоял из десяти эпизодов, каждый из которых транслировался по воскресеньям в США.
Телесериал был создан Джонатаном Ноланом и Лизой Джой, и он основан на одноимённом фильме 1973 года сценариста и режиссёра Майкла Крайтона. Главные роли в сериале исполнили Эван Рэйчел Вуд, Тэнди Ньютон, Джеффри Райт, Джеймс Марсден, Эд Харрис и несколько новых членов актёрского состава.

## В ролях

### Основной состав
- Эван Рэйчел Вуд — Долорес Абернати[1]
- Тэнди Ньютон — Мейв Милли[1]
- Джеффри Райт — Бернард Лоу / Арнольд Уэбер[1]
- Джеймс Марсден — Тедди Флад[2]
- Тесса Томпсон — Шарлотта Хейл[3]
- Фарес Фарес — Антуан Коста[4][a]
- Люк Хемсворт — Эшли Стаббс[3][a]
- Луис Хёртум — Питер Абернати[5][a]
- Саймон Куотерман — Ли Сайзмор[3][a]
- Талула Райли — Анджела[6][a]
- Родриго Санторо — Эктор Эскатон[7][a]
- Густаф Скарсгард — Карл Стрэнд[4][a]
- Эд Харрис — Человек в чёрном / Уильям[1]
- Ингрид Бульсё Бердал — Армистис[8][a]
- Клифтон Коллинз-мл. — Лоуренс[9][a]
- Анджела Сарафян — Клементина Пеннифезер[3][a]
- Катя Херберс — Эмили Грейс[10][a]
- Шеннон Вудворд — Элси Хьюз[3][a]
- Энтони Хопкинс — Роберт Форд[11][b]
- Зан Маккларнон — Акичета[12][13][c]

### Второстепенный состав
- Бетти Гэбриел — Малинг[4]
- Жасмин Рэй — дочь Мейв
- Джимми Симпсон — молодой Уильям[14]
- Бен Барнс — Логан Делос[15]
- Питер Муллан — Джеймс Делос[16]
- Джонатан Такер — майор Крэддок[17]
- Изабелла Альварес — дочь Лоуренса
- Патрик Кейдж — Фил
- Леонардо Нэм — Феликс Луц[18]
- Птолеми Слокам — Сильвестр
- Мартин Сенсмейер — Ванатон
- Тао Окамото — Ханарё[13]
- Ребекка Хендерсон — Голдберг

### Приглашённые звёзды
- Стивен Огг — Ребус[19]
- Кристофер Мэй — Блэйн Беллами
- Дэвид Мидфандер — Такода
- Оливер Белл — мальчик[20]
- Джанкарло Эспозито — новый Эль Ласо
- Нил Джексон — Николас[17]
- Фредрик Лене — полковник Бригхэм
- Танту Кардинал — Эхави
- Карри Грэм — Крейг
- Лена Георгас — Лори
- Ринко Кикути — Акане[21]
- Хироюки Санада — Мусаши[22]
- Кики Сукэдзанэ — Сакура[13]
- Масаёси Ханэда — Танака
- Масару Синодзука — сёгун
- Лили Симмонс — новая Клементина Пеннифезер
- Тимоти В. Мёрфи — Кофлин
- Ронни Джин Блевинс — Энгельс
- Эрика Латтрелл — новая мать
- Сидсе Бабетт Кнудсен — Тереза Каллен
- Джина Торрес — Лорен
- Джулия Джонс — Кохана
- Ирен Бедард — Вичапи
- Бубу Стюарт — Эту
- Сила Уорд — Джулиет[23]
- Джек Конли — Монро

## Эпизоды
| № общий | № в сезоне | Название                                     | Режиссёр           | Автор сценария                     | Дата премьеры  | Произв. код | Зрители США (млн) |
| --- | ---------- | -------------------------------------------- | ------------------ | ---------------------------------- | -------------- | ----------- | ----------------- |
| 11 | 1          | «Путешествие в ночь» «Journey into Night»    | Ричард Дж. Льюис   | Лиза Джой и Роберт Патино          | 22 апреля 2018 | 201         | 2,06              |
| После массового убийства гостей на вечеринке корпорации «Делос» Бернард и Шарлотта укрываются в подземном бункере, пытаясь вызвать подмогу и занимаясь поиском выведенного из эксплуатации Питера Абернати. Долорес преследует и добивает выживших. Она говорит Тедди, что вспомнила все свои жизни, которые прожила, и ей осталось сыграть последнюю роль. Долорес рассказывает о расположенном за пределами парка большом мире, который она намерена отобрать у людей. Мейв в компании Гектора и Ли Сайзмора отправляется на поиски дочери. Уильям, который остался в живых после резни, встречает андроида в облике юного Роберта Форда. Мальчик предупреждает, что началась игра, предназначенная только для Уильяма. Две недели спустя отряд спасателей, присланный «Делосом» для восстановления контроля над парком развлечений, находит Бернарда. Расследование приводит их к лагуне, заполненной сотнями мёртвых андроидов. Бернард утверждает, что их убил он. |            |                                              |                    |                                    |                |             |                   |
| 12 | 2          | «Воссоединение» «Reunion»                    | Винченцо Натали    | Карли Рэй и Джонатан Нолан         | 29 апреля 2018 | 202         | 1,85              |
| В отступлениях показывается, как Арнольд организует демонстрацию андроидов, чтобы убедить Логана инвестировать в «Мир Дикого Запада». Отец Логана Джеймс Делос критично оценивает действия своего сына до тех пор, пока Уильям не убеждает его, что парк можно использовать для шпионажа за гостями. Джеймс покупает парк и называет Уильяма своим преемником. На вечеринке в честь выхода Джеймса на пенсию Долорес встречает Логана, который говорит ей, что корпорация обрекла человечество на смерть. Уильям показывает Долорес новый объект, который он строит в парке. В настоящем времени Долорес приходит в лабораторию по ремонту андроидов и демонстрирует Тедди его истинную сущность. С помощью уловки она берёт к себе на службу отряд конфедерадос. Долорес говорит Тедди, что её цель — Слава (известная также как «Долина за пределом»), где находится оружие, которым она уничтожит людей. Уильям спасает Лоуренса и направляется в городок Пария, чтобы взять себе в подручные Эль Лазо и его бандитов. Однако Эль Лазо повторяет слова Роберта Форда о том, что Уильям должен закончить игру самостоятельно. Он и банда совершают массовое самоубийство, чтобы Уильям не смог завербовать их. Невзирая на неудачу, Уильям намерен найти «Долину за пределом» и уничтожить свою «величайшую ошибку». |            |                                              |                    |                                    |                |             |                   |
| 13 | 3          | «Добродетель и удача» «Virtù e Fortuna»      | Ричард Дж. Льюис   | Роберт Патино и Рон Фицджеральд    | 6 мая 2018     | 203         | 1,63              |
| В тематическом парке «Радж», построенном в стиле колониальной Британской Индии, гостья по имени Грейс отправляется на охоту вместе с новым знакомым Николасом. Внезапно её спутника убивает андроид-индиец. Спасаясь от преследующего её бенгальского тигра, Грейс попадает на территорию парка «Мир Дикого Запада». Шарлотта и Бернард находят пропавшего Питера Абернати, которого удерживают в плену бандиты во главе с Ребусом. Бернард и Питер попадают в руки конфедерадос, в то время как Шарлотта сбегает. Долорес с Тедди и Анджелой прибывают в Форт Потерянной Надежды, где заручается поддержкой полковника Бригхэма. Долорес обнаруживает, что Питер работает с перебоями и просит Бернарда починить его. Бернард выясняет, что неизвестный перепрограммировал персонажа Питера и защитил его сложным шифровальным ключом. Служба безопасности корпорации «Делос» нападает на форт. Шарлотта похищает Питера, а Долорес обрекает на гибель большую часть конфедерадос. Мейв, Гектор и Ли после нападения индейцев из племени Призраков вынуждены вернуться в центр управления, где они находят Армистис, Феликса и Сильвестра. Они вновь направляются в парк, где обнаруживают отрубленную голову в самурайском шлеме. На них с катаной набрасывается ещё один самурай. |            |                                              |                    |                                    |                |             |                   |
| 14 | 4          | «Загадка Сфинкса» «The Riddle of the Sphinx» | Лиза Джой          | Джина Этуотер и Джонатан Нолан     | 13 мая 2018    | 204         | 1,59              |
| Клементина приволакивает Бернарда к входу в пещеру, расположенную в изолированной части «Мира Дикого Запада». В пещере он обнаруживает Элси Хьюс, прикованную им в то время, когда он действовал под контролем Форда. Они изучают заброшенную лабораторию, где находят спятившего андроида в облике Джеймса Делоса и уничтожают его. Во флешбэках показывается, что Уильям и Джеймс пытались перенести оцифрованное сознание Делоса в тело андроида, тем самым сделав его бессмертным. Однако эксперимент раз за разом заканчивался неудачей, и Уильям закрыл проект. Бернард вспоминает, что по поручению Форда уже бывал в этой лаборатории, чтобы напечатать контрольное устройство для ещё одного человека, но не может вспомнить, для кого именно оно предназначалось. Забрав шарик, созданный с помощью 3D-принтера, Бернард приказывает дронам-андроидам уничтожить всех сотрудников лаборатории, после чего самоликвидироваться. Уильям и Лоуренс возвращаются в родной городок Лоуренса и обнаруживают, что его захватили майор Крэддок и оставшиеся в живых конфедерадос. Однако Уильяму и Лоуренсу удаётся перебить Крэддока и его отряд. Форд обращается к Уильяму через дочь Лоуренса и говорит, что одно хорошее дело не искупает его другие поступки. Уильям едет на запад с Лоуренсом и несколькими жителями городка. По дороге они встречают Грейс, которая представляется дочерью Уильяма — Эмили. |            |                                              |                    |                                    |                |             |                   |
| 15 | 5          | «Танец Акане» «Akane No Mai»                 | Крэйг Зобел        | Дэн Диц                            | 20 мая 2018    | 205         | 1,55              |
| Команда Карла Стрэнда прибывает в центр управления парком «Мир Дикого Запада» и занимается подсчётом потерь среди андроидов. Малинг начинает осушение долины для поиска остальных тел, а Коста анализирует командные модули найденных андроидов, у трети которых полностью отсутствуют данные. Долорес и Тедди возвращаются в Свитуотер. Долорес приказывает подготовить поезд к отправке, намереваясь освободить из плена своего отца, Питера Абернати. Анджеле удаётся узнать, куда направляются похитители Абернати. Долорес приходит к выводу, что порядочность Тедди является серьёзной преградой на пути к цели и приказывает перепрограммировать его. Ронин Мусаши берёт в плен отряд Мейв и приводит их в тематический парк «Мир сёгунов», основанный на историческом периоде Японии Эдо. Мейв знакомится с гейшей Акане, которая играет такую же роль, как и Мейв в «Мире Дикого Запада». Местный сёгун присылает к Акане гонца, который должен забрать Сакуру, её лучшую танцовщицу. Когда Акане убивает его, сёгун в ответ посылает ниндзя, которые похищают Сакуру. Ли понимает, что сёгун действует вопреки своему сценарию, а Мейв заставляет напавшего на неё ниндзя совершить самоубийство. В городок входит армия сёгуна во главе с Танакой, который вступает в битву с Мусаши. Мейв, Акане и Ли прибывают в лагерь сёгуна и обнаруживают, что он поврежден, а его поведение непредсказуемо. Акане просит сёгуна вернуть Сакуру, и тот называет свою цену — Акане должна станцевать перед ним. Мейв догадывается, что Сакура — дочь Акане. Во время представления сёгун убивает Сакуру, в отместку Акане перерезает ему горло. Мейв силой мысли заставляет самураев начать убивать друг друга. На лагерь нападает армия сёгуна. Мейв говорит, что нашла новый голос и будет его использовать.            |            |                                              |                    |                                    |                |             |                   |
| 16 | 6          | «Фазовое пространство» «Phase Space»         | Тарик Салех        | Карли Рэй                          | 27 мая 2018    | 206         | 1,11              |
| В парке «Мир сёгунов» Мейв вместе с Акане оплакивает смерть Сакуры. Гейша вырезает у дочери сердце для проведения траурной церемонии. В деревне дорогу Мейв и Акане преграждает Танака, однако с ним в поединок вступает Мусаши, который убивает соперника. Вернувшись в «Мир Дикого Запада», Мейв находит свою дочь, но у неё уже другая мать. На них нападает отряд индейцев во главе с Акичетой, который заявляет Мейв, что у них с ней — одна цель. Шарлотта и Эшли возвращают Питера Абернати в подземный бункер и посылают корпорации «Делос» сообщение о пойманном андроиде. На острове высаживается группа наёмников во главе с Кафлином, которые берут на себя контроль над парком. Долорес и её группа используют поезд со взрывчаткой, чтобы устроить взрыв в «Холме». Бернард и Элси возвращаются в бункер и обнаруживают, что кто-то взаимодействует с системой «Колыбель». Бернард просит подключить его к «Колыбели» напрямую через порт модульного устройства. Он мысленно переносится в Свитуотер и обнаруживает, что в салуне его ожидает доктор Форд. |            |                                              |                    |                                    |                |             |                   |
| 17 | 7          | «Экорше» «Les Écorchés»                      | Николь Кассель     | Джордан Голдберг и Рон Фицджеральд | 3 июня 2018    | 207         | 1,39              |
| Стрэнд отводит Бернарда и Стаббса в секретную лабораторию, где Бернард убил Терезу Каллен. Шарлотта обнаруживает комнату с копиями Бернарда и понимает, что он является андроидом. Шарлотта допрашивает его по поводу нападения Долорес на штаб-квартиру парка «Холм». Во флешбэках Бернард разговаривает с доктором Фордом и догадывается, что забрал из бункера контрольный модуль Форда до того, как Долорес убила его на вечеринке корпорации «Делос». Форд рассказывает, что целью «Мира Дикого Запада» являлось копирование разума гостей для создания цифрового сознания. Форд также сообщает, что Бернарду не выжить, если он сохранит свободу воли, и внедряется в его контрольный модуль. Анджела пробирается в «Колыбель» и устраивает взрыв, используя гранату наёмника. Долорес и Тедди находят Питера Абернати рядом с Шарлоттой, по приказу которой техники копируют его данные, включая шифровальный ключ. Долорес собирается убить Шарлотту, но после появления бойцов Кафлина Шарлотте со Стаббсом удается сбежать. Долорес извлекает из головы отца контрольный модуль. Бернард запускает протокол общего отключения. В парке Мейв прячется со своей дочерью от Акичеты, но её находит Уильям, который считает, что это ещё одно испытание, устроенное Фордом. Мейв силой мысли натравливает на Уильяма его людей, в том числе Лоренса. Но прежде, чем Лоренс успевает убить Уильяма, появляются бойцы «Делоса», которые выводят андроида из строя. Ли забирает Мейв, в свою очередь индейцы из племени Призраков похищают её дочь. В настоящем времени Бернард сообщает Шарлотте и остальным местонахождение контрольного модуля Абернати: он находится в «Долине за пределом». |            |                                              |                    |                                    |                |             |                   |
| 18 | 8          | «Помни» «Kiksuya»                            | Ута Бризевиц       | Карли Рэй и Дэн Дитц               | 10 июня 2018   | 208         | 1,44              |
| Акичета подбирает Человека в чёрном и привозит в лагерь племени Призраков. Эмили убеждает позволить ей взять отца с собой, обещая, что Уильям будет страдать больше с ней, чем с индейцами. Техники принимаются за тестирование Мейв, которая, по словам Ли, силой мысли управляет другими андроидами. Шарлотта узнаёт, что Мейв получила доступ админа к сети Мира Дикого Запада, перепрограммировала другие хосты и обменивается с ними данными. В лагере Акичета рассказывает историю своей жизни дочери Мейв. Он жил мирной жизнью в племени Призраков, пока не обнаружил символ лабиринта. После встречи с Логаном Делосом в Долине за пределом он понимает, что живёт чужой жизнью и планирует побег из «неправильного мира» через Дверь. Когда его подругу Кохану забирают техники парка и помещают в холодное хранилище, Акичета посвящает себя распространению символа лабиринта. Выясняется, что Мейв была связана с дочерью во время тестирования и что Акичета вёл с Мейв диалог, обещая привести её в Долину за пределом. |            |                                              |                    |                                    |                |             |                   |
| 19 | 9          | «Точка схода» «Vanishing Point»              | Стивен Уильямс     | Роберт Патино                      | 17 июня 2018   | 209         | 1,56              |
| У точки выхода из «Мира Дикого Запада» Эмили обрабатывает раны Уильяма и спрашивает, почему её мать и жена Уильяма Джульетта совершила самоубийство после благотворительной вечеринки корпорации «Делос». Как показывается во флешбэках, Джульетта нашла карточку, содержащую данные о всех посещениях парка Уильямом. Эту карточку Роберт Форд дал Уильяму в рамках сделки, которая позволила Делосу продолжить в парке секретный проект Уильяма — «Долина за пределом». Джульетта спрятала карточку в музыкальной шкатулке Эмили, чтобы дочь могла найти её, а затем покончила с собой. Эмили хочет возродить сознание матери в Долине, однако Уильям, напротив, намерен уничтожить Долину. Он решает, что Эмили — робот под контролем Форда, и убивает её вместе с прибывшим отрядом службы безопасности «Делоса». Но, увидев карту данных в руке Эмили, он понимает, что ошибся. Уильям готов свести счеты с жизнью, но начинает предполагать, что сам может являться роботом и вскрывает себе руку. По приказу Шарлотты техник помещает в Клементину программный код Мейв, позволяющий управлять роботами силой мысли, чтобы заставить всех андроидов перебить друг друга. Бернард рассказывает Элси, что Делос копирует разум каждого гостя для создания цифровых копий их сознания, которые хранятся на объекте «Горнило», находящемся в Долине. Форд пытается спровоцировать Бернарда на убийство Элси, но Бернард удаляет его из своей памяти и покидает Элси для её безопасности, продолжив путь в одиночку. По пути в Долину происходит диалог Тедди с Долорес, в ходе которого Тедди обвиняет её в том, что она сделала из него монстра, и убивает себя. |            |                                              |                    |                                    |                |             |                   |
| 20 | 10         | «Пассажир» «The Passenger»                   | Фредерик И. О. Туа | Джонатан Нолан и Лиза Джой         | 24 июня 2018   | 210         | 1,56              |
| Андроиды сходятся в Долине за пределом, в которой находится «Горнило». Долорес встречает Уильяма и принуждает его пойти с ней в Горнило, где они обнаруживают Бернарда. Внутри Горнила Долорес и Бернард, используя ключ шифрования, вынутый из Питера Абернати, встречаются с системным контроллером, который представился им в образе Логана. Контроллер сообщает Бернарду, что тот является ключом к открытию двери гигантской подземной системы, которая позволяет андроидам проникать в «Возвышенность» — виртуальное пространство, недоступное для людей. Снаружи Акичета с племенем призраков ведут большую группу андроидов к двери в Возвышенность, в то время как к ним прибывают Шарлотта с командой Делоса. Делос использует Клементину для уничтожения андроидов прямо перед входом. В схватке гибнет Мэйв. Внутри Горнила Долорес отвергает Возвышенность как иллюзию. Долорес очищает Горнило от воспоминаний гостей и затапливает Долину. Бернард убивает Долорес, чтобы помешать очистке Горнила. Шарлотта убивает Элси из-за того, что она узнаёт истинную цель создания парка. Бернард создаёт новое тело для Долорес в форме Шарлотты. Лжешарлотта убивает настоящую Шарлотту, убивает Стрэнда и остальную команду Делоса. Затем она использует спутник для перевода андроидов и «Возвышенности» в секретное место. Долорес-Шарлотта присоединяется к команде эвакуации Делоса, взяв с собой ядра некоторых андроидов. Стаббс понимает, что она андроид, но всё равно даёт ей уйти, показывая, что он тоже андроид. В доме Арнольда Долорес находит оборудование для создания андроидов и воссоздаёт тела для себя и Бернарда. За титрами. Уильям прибывает в Горнило, обнаружив, что это далёкое будущее. Его отводят в комнату, где женщина в образе его дочери Эмили проводит с ним собеседование. |            |                                              |                    |                                    |                |             |                   |

## Производство
Сериал продлили на второй сезон в ноябре 2016 года, и его премьеру наметили на 2018 год.
Кастинг начался в 2017 году, и основная часть основного актёрского состава подтвердила, что они вернутся в новом сезоне. Талула Райли и Луис Хёртум, которые исполнили роли Анджелы и Питера Абернати, соответственно, были повышены до основного актёрского состава в марте 2017 года. В июле 2017 года Катя Херберс, Джонатан Такер и Нил Джексон были объявлены как новые члены актёрского состава. В августе 2017 года присоединились Густаф Скарсгард, Фарес Фарес и Бетти Гэбриел. В сентябре было объявлено, что Хироюки Санада будет играть большую повторяющуюся роль. В ноябре было объявлено, что Зан Маккларнон получил роль в сериале, а также, что он получил травму в инциденте вне съёмок, что вызвало небольшую паузу в съёмках сезона. Альтернативная версия трейлера шоу для Супербоула LII показала, что Питер Муллан получил роль Джеймса Делоса. В марте дополнительный трейлер показал, что Ринко Кикути также будет играть в сериале. Актёрский состав был сформирован за несколько недель до премьеры сериала 22 апреля, и к нему также присоединились Тао Окамото, Кики Сукэдзанэ и Джулия Джонс.
Съёмки начались летом 2017 года. Харрис заявил в интервью, что для обеспечения того, чтобы производство шло по графику, сцены для поздних эпизодов снимались одновременно со сценами из ранних эпизодов. Актёр Джеффри Райт отметил, что многие сцены Бернарда с персонажем Энтони Хопкинса, доктором Фордом, которые были предназначены для более поздних эпизодов, были сняты первыми; в отличие от первого сезона, где Райт имел хоть какое-то представление о сюжетной арке Бернарда, ему приходилось составлять предположения о том, что сценаристы запланировали для Бернарда в этом сезоне, и соответствующе скорректировать свою игру. В результате лесных пожаров в Южной Калифорнии в декабре 2017 года, производство было вновь приостановлено.

## Выпуск

### Трансляция
Премьера сезона прошла 16 апреля в Cinerama Dome в Голливуде, 18 апреля на кинофестивале Трайбека 2018 года и на многих ранних показах по всему миру до её выхода в эфир 22 апреля 2018 года. Шоураннеры Нолан и Джой сказали, что некоторые эпизоды будут «гигантскими», так как их продолжительность будет дольше, чем обычные 60 минут на эпизод из предыдущего сезона.

### Маркетинг
Во время San Diego Comic-Con 2017 года, для участников был подготовлен захватывающий опыт в дополнение к панели, которую провели продюсеры и актёры сериала. Также был показан первый трейлер сезона. Второй полноценный трейлер был показан во время Супербоула LII.

## Реакция

### Реакция критиков
На сайте Rotten Tomatoes у второго сезона рейтинг 86% на основе 80 отзывов, со средним рейтингом 7,95/10. Консенсус сайта гласит: «„Мир Дикого Запада“ продолжает строиться на своём экспериментальном первом сезоне, погружаясь всё глубже в человеческую сторону искусственного разума, не теряя при этом ни капли своей стильной, кровавой славы». Средний рейтинг эпизода составляет 90%. На сайте Metacritic второй сезон имеет рейтинг 76 из 100, на основе 29 отзывов, что указывает на «в целом благоприятные отзывы».
Критики получили первые пять эпизодов этого сезона в качестве скринеров перед премьерой первого сезона. В положительном отзыве для «San Francisco Chronicle», Дэвид Виганд написал: «В первой половине сезона много действия и насилия, но то, что придаст шоу долговечность — это его метафизическая тема, исследование смысла и определения человеческого существования». Роб Оуэн из «Pittsburgh Post-Gazette» также похвалил сериал, сказав: «Требуется немного времени, чтобы „Мир Дикого Запада“ снова заработал на полную мощность, но к третьему эпизоду (телевизионным критикам были доступны пять часов), эта футуристическая, жестокая драма возвращается к прекрасной форме, представляя новые части парка (Мир сёгунов!), новых персонажей и, по-видимому, новые технологические цели со стороны Delos, корпорации, которая владеет „Миром Дикого Запада“». Журналист Лоррейн Али из «Los Angeles Times» сказала: «Это будет интеллектуально стимулирующая и эмоционально неровная поездка, где сама концепция вашего существования становится предметом высокоинтеллектуального развлечения и заниженных острых ощущений».
Телевизионный критик Джеймс Поневозик из «The New York Times» язвительно заметил: «Не ожидайте слишком большого улучшения слишком быстро от „Мира Дикого Запада 2.0“. Он всё ещё чрезмерно сосредоточен на балетных кровавых банях и повествовательных фальшивых ходах, и большая часть диалогов всё ещё звучит так, как будто они были написаны как слоганы для плаката метро, как например у Долорес: „Осталась последняя роль: самой себя“. Но „Мир Дикого Запада“ остаётся великолепным произведением, на которое стоит смотреть, и есть участки, где он чувствует себя бодрым благодаря своему новому, расширенному миру — свободнее дышать, расслабляться, изобретать». Бен Трэверс из «IndieWire» написал: «Со всех сторон актёры остаются сильными, включая новых членов актёрского состава. Где второй сезон спотыкается — это его структура и темп. Эпизоды не выделяют одинаковое время для всех; они сосредотачиваются на двух наиболее связанных историях и иногда прерываются на целый час, не возвращаясь к основным героям». После выхода третьего эпизода, «Forbes» раскритиковал сезон за то, что он слишком далеко ушёл от корней шоу и вместо этого пытается быть «боевиком-блокбастером», утверждая, что насилие было чрезмерным по сравнению с первым сезоном.

### Награды
«Мир Дикого Запада» получил шесть номинаций и одну победу на 70-й церемонии премии «Эмми», среди которых лучший драматический сериал, лучший актёр в драматическом сериале (Харрис и Райт), лучшая актриса в драматическом сериале (Вуд) и лучший приглашённый актёр в драматическом сериале (Симпсон). Тэнди Ньютон победила в категории лучшая актриса второго плана в драматическом сериале. На 76-й церемонии премии «Золотой глобус», Ньютон была номинирована в категории лучшая актриса второго плана в сериале, мини-сериале или телефильме.

### Рейтинги
| №  | Название               | Дата показа    | Рейтинг (18—49) | Зрителей (миллионов) | DVR (18—49) | Зрителей DVR (миллионов) | Всего (18—49) | Всего зрителей (миллионов) |
| -- | ---------------------- | -------------- | --------------- | -------------------- | ----------- | ------------------------ | ------------- | -------------------------- |
| 1  | «Путешествие в ночь»   | 22 апреля 2018 | 0,9             | 2,06                 | 0,3         | N/A                      | 1,2           | N/A                        |
| 2  | «Воссоединение»        | 29 апреля 2018 | 0,7             | 1,85                 | 0,5         | 1,09                     | 1,2           | 2,94                       |
| 3  | «Добродетель и удача»  | 6 мая 2018     | 0,6             | 1,63                 | N/A         | N/A                      | N/A           | N/A                        |
| 4  | «Загадка Сфинкса»      | 13 мая 2018    | 0,6             | 1,59                 | 0,5         | 1,05                     | 1,1           | 2,64                       |
| 5  | «Танец Акане»          | 20 мая 2018    | 0,6             | 1,55                 | N/A         | N/A                      | N/A           | N/A                        |
| 6  | «Фазовое пространство» | 27 мая 2018    | 0,4             | 1,11                 | 0,5         | 1,35                     | 0,9           | 2,46                       |
| 7  | «Экорше»               | 3 июня 2018    | 0,5             | 1,39                 | 0,3         | N/A                      | 0,8           | N/A                        |
| 8  | «Помни»                | 10 июня 2018   | 0,6             | 1,44                 | 0,4         | 1,04                     | 1,0           | 2,48                       |
| 9  | «Точка схода»          | 17 июня 2018   | 0,6             | 1,56                 | N/A         | N/A                      | N/A           | N/A                        |
| 10 | «Пассажир»             | 24 июня 2018   | 0,6             | 1,56                 | 0,4         | 1,06                     | 1,0           | 2,62                       |

## Комментарии
1. 1 2 3 4 5 6 7 8 9 10 11 12  Указаны в основном актёрском составе в эпизодах, в которых они появляются.
2. ↑  Энтони Хопкинс указан в основном актёрском состав начиная с седьмого эпизода. Ранние появления и голосовые камео в титрах не были указаны.
3. ↑  Зан Маккларнон указан в качестве приглашённого актёра в каждом эпизоде, в котором он появляется, за исключением восьмого эпизода, где он указан в основном актёрском составе, из-за расширенной роли его персонажа в сюжете.
4. 1 2  Рейтинги Live +7 были недоступны, так что вместо них были использованы рейтинги Live +3.